# Edmé Pierre Louis Marchais
Pour les articles homonymes, voir Marchais.
Edmé Pierre Louis Marchais, né le 14 mai 1760 à Charenton-le-Pont (Val-de-Marne), mort le 27 juin 1846 à Saint-Denis (Seine-Saint-Denis), est un général français de la Révolution et de l’Empire.

## États de service
Il entre en service le 1er septembre 1777, dans les gardes du corps du comte d’Artois, et le 8 octobre 1779, il rejoint comme volontaire le 4e régiment de chasseurs à cheval. Il passe sous-lieutenant le 1er mai 1782, et lieutenant en second le 4 mai 1786, au 9e bataillon de chasseurs des Cévennes. 
Il est nommé capitaine le 15 septembre 1791, au 74e régiment d’infanterie de ligne, et aide de camp du général Belmont le 1er mai 1792. Le 19 juillet il devient adjudant-général lieutenant-colonel, et le 28 septembre suivant il est élevé au grade d’adjudant-général colonel surnuméraire. Il est désigné comme chef d’état-major de la place de Metz sous les ordres du général Favart, et il est confirmé dans son grade le 8 mars 1793.
Il est promu général de brigade provisoire le 24 janvier 1794 à l’armée du Rhin, et il est blessé d’une balle dans la jambe gauche le 3 août. Il est confirmé dans son grade le 13 juin 1795, et en octobre, il prend le commandement de Worms. Il est réformé le 13 avril 1796.
Le 23 octobre 1800, il reprend du service comme commandant de la 3e demi-brigade de vétérans en activité à Tours, puis en 1804, la 8e à Abbeville. Il est fait chevalier de la Légion d’honneur le 5 février 1804, et officier de l’ordre le 14 juin suivant. Le 14 octobre 1811, il est chef de deux bataillons d’anciens combattants. 
Lors de la première Restauration, le roi Louis XVIII le nomme commandeur de la Légion d’honneur le 29 juillet 1814.
Lors de la seconde Restauration, il devient prévôt du département du Nord. Il est admis à la retraite avec pension le 16 avril 1820.
Il meurt le 27 juin 1846 à Saint-Denis.

## Sources
- (en) « Generals Who Served in the French Army during the Period 1789 - 1814: Eberle to Exelmans »
- « Cote LH/1726/24 », base Léonore, ministère français de la Culture
- Étienne Charavay, Correspondance général de Carnot, tome 1, imprimerie Nationale, 1893, p. 309.
- (pl) « Napoléon.org.pl »